# Notre-Dame-de-la-Paix
Notre-Dame-de-la-Paix är en kommun i provinsen Québec i Kanada. Den ligger i regionen Outaouais, i den sydöstra delen av landet, 70 km nordost om huvudstaden Ottawa. Antalet invånare var 675 vid folkräkningen 2021. Landarean är 106 kvadratkilometer.